# Nie jesteśmy aniołami (film 1989)
Nie jesteśmy aniołami (ang. We're No Angels) − amerykańska komedia kryminalna z 1989 roku. Jest to remake filmu z 1955 roku pod tym samym tytułem. Zdjęcia kręcono w Kolumbii Brytyjskiej w Kanadzie.

## Obsada
- Robert De Niro jako Ned
- Sean Penn jako Jim
- Demi Moore jako Molly
- Hoyt Axton jako ojciec Levesque
- Bruno Kirby jako zastępca
- Ray McAnally jako strażnik
- James Russo jako Bobby
- Wallace Shawn jako tłumacz
- John C. Reilly jako młody mnich
- Jessica Jickels jako Rosie
- Elizabeth Lawrence jako pani Blair
- Ken Buhay jako biskup Nogalich
- James Kidnie jako strażnik
- Frank C. Turner jako właściciel sklepu

i inni.